# Esporte na Chéquia
O Esporte na República Tcheca tem um proeminente papel na sociedade checa.
Os esportes populares na República Tcheca são: futebol, hóquei no gelo, depois vem basquetebol, voleibol, handebol, atletismo, floorball, tênis. A República Tcheca participou da primeira Olímpiada da Era Moderna, em 1896.